# Bolesław Piecha

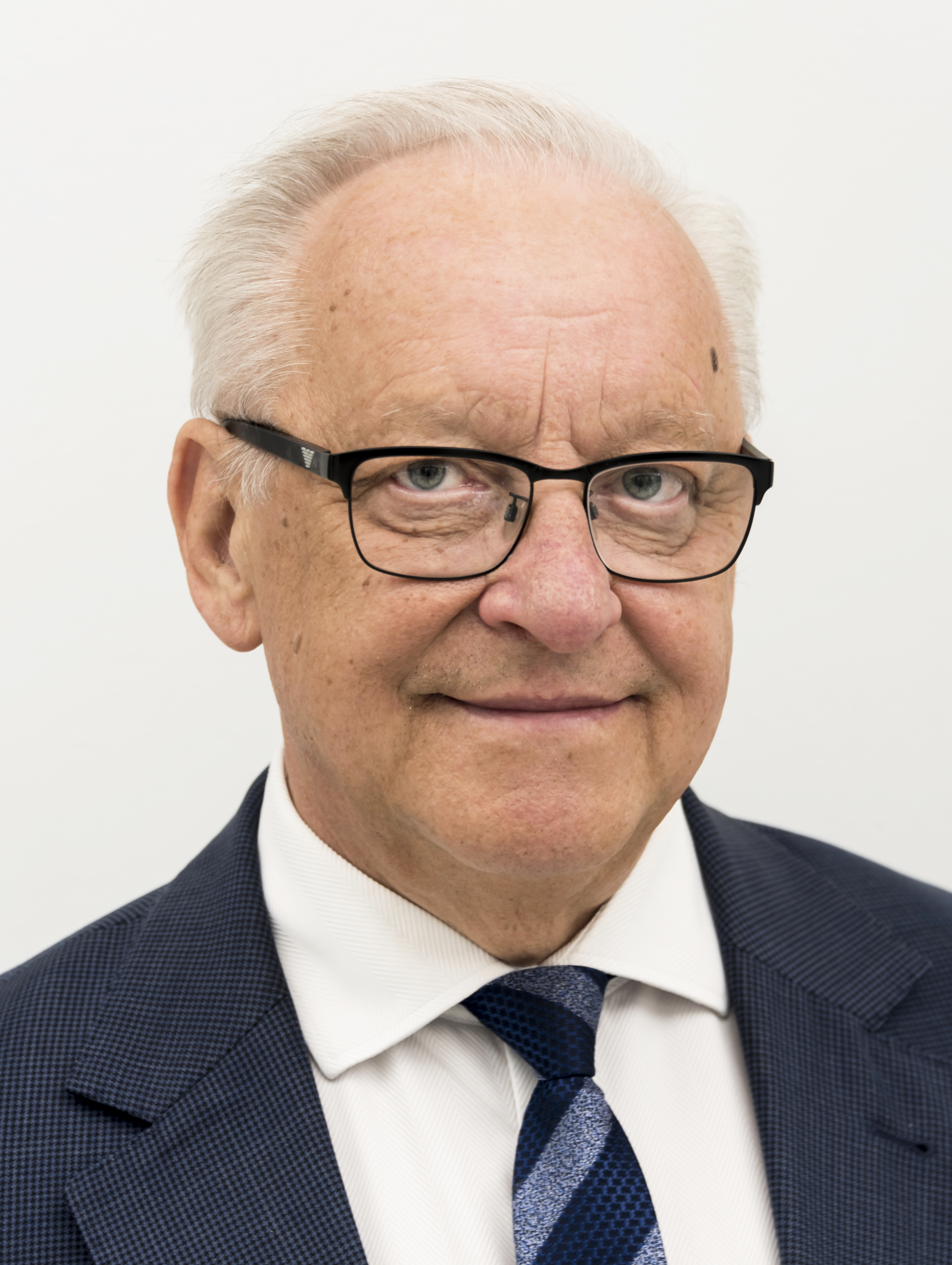
Bolesław Piecha (2022)

Bolesław Grzegorz Piecha (* 19. September 1954 in Rybnik) ist ein polnischer Politiker (PiS). Er war von 2001 bis 2013 und ist erneut seit 2019 Mitglied des Sejm in der IV., V., VI., VII., IX. und X. Wahlperiode. 2013/14 gehörte er dem Senat der Republik Polen und von 2014 bis 2019 dem Europäischen Parlament an.

## Leben und Beruf
Piecha schloss 1983 sein Medizinstudium an der Schlesischen Medizinischen Akademie in Katowice. Später absolvierte er ein Aufbaustudium in Gesundheitsmanagement und -ökonomie an der Wirtschaftsakademie Kattowitz. 1983/84 arbeitete er als Arzt im Bergarbeiter-Gesundheitszentrum in Jastrzębie-Zdrój und anschließend bis 1996 im Gesundheitszentrum in Rybnik. Von 1997 bis 2001 war er Direktor des Woiwodschaftsfachkrankenhauses in Rybnik.
Er ist Autor zahlreicher Veröffentlichungen in polnischen und internationalen Fachzeitschriften. In der konservativ-katholischen Zeitschrift Gość Niedzielny erklärte er 2007, etwa 1000 Abtreibungen durchgeführt zu haben. Er habe aber inzwischen seine Auffassung geändert und engagiere sich in der Lebensrechtsbewegung. Er ist der Bruder des ehemaligen Senators Wojciech Piecha.

## Politik
Piecha engagierte sich 1981/82 im Unabhängigen Studentenverband an der Schlesischen Medizinischen Akademie in Katowice. Seit 1989 ist er Mitglied der unabhängigen Gewerkschaft Solidarność. Von 1994 bis 1998 war er stellvertretender Vorsitzender des Stadtrats von Rybnik.
Piecha wurde bei der Parlamentswahl 2001 für die Prawo i Sprawiedliwość (PiS) im Wahlkreis Rybnik erstmals in den Sejm gewählt. Bei der Wahl 2005 wurde er wiedergewählt. Im Anschluss wurde er zum Staatssekretär im Gesundheitsministerium. 2007 wurde er zwar erneut in den Sejm gewählt, musste aber wegen der Wahlniederlage der PiS sein Amt als Staatssekretär abgeben. Stattdessen übernahm er den Vorsitz im Gesundheitsausschuss des Parlaments. Bei der Europawahl 2009 bemühte er sich vergeblich um ein Parlament. Stattdessen wurde er bei der Parlamentswahl 2011 wiederum in den Sejm gewählt.
Als nach dem Tod von Antoni Motyczka (PO) eine Nachwahl zum Senat der Republik Polen im Wahlkreis Rybnik notwendig wurde, setzte Piecha sich im April 2013 mit 28,5 % der Stimmen gegen sieben Mitbewerber durch und wurde zum neuen Senator gewählt. Bei der Europawahl 2014 wurde er Abgeordneter im Europäischen Parlament. Dort war er Vorsitzender in der Delegation im Parlamentarischen Ausschuss Cariforum-EU und Mitglied in der Konferenz der Delegationsvorsitze und im Ausschuss für Umweltfragen, öffentliche Gesundheit und Lebensmittelsicherheit. Bei der Europawahl 2019 wurde er nicht wiedergewählt. Dafür gelang ihm bei der Parlamentswahl im Oktober 2019 die Rückkehr in den Sejm. Auch 2023 wurde er wieder in das Parlament gewählt.